# Elies Goos
Elies Goos (* 13. Januar 1989 in Herentals) ist eine belgische Volleyballspielerin.

## Karriere
Goos begann ihre Karriere 2008 bei VDK Gent Dames. In ihrer ersten Saison mit Gent gewann die Zuspielerin den belgischen Pokal. 2010 wurde sie Vizemeisterin. Außerdem spielte sie mit dem Verein im CEV-Pokal. 2011 erreichte Gent mit Goos im Zuspiel in der Meisterschaft und im Pokal jeweils den zweiten Rang und trat auf europäischer Ebene im Challenge Cup an. 2012 wurde das Team zum dritten Mal in Folge Vizemeister. Im Challenge Cup kam Gent bis ins Halbfinale. Dort traten die Belgier auch in der folgenden Saison wieder an. Den größten Erfolg feierte Goos jedoch mit dem Gewinn der belgischen Meisterschaft 2013. Anschließend wechselte die Zuspielerin, die auch einige Male in der belgischen Nationalmannschaft zum Einsatz kam, zum deutschen Bundesligisten Dresdner SC. 2014 gewann Goos mit Dresden die deutsche Meisterschaft. Anschließend beendete sie wegen ihrer Beziehung mit Eder Pinheiro ihre Karriere.